# Championnat de France de hockey sur glace 1907-1908
Saison précédente Saison suivante
La saison 1907-1908 fut la 2e saison du championnat de France de hockey sur glace.

## Finale
12 janvier 1908 (à Chamonix) : Sporting Club de Lyon 1-2 Club des Patineurs de Paris (1-1,0-1)

## Bilan
Le Club des Patineurs de Paris est champion de France.